# Вайсензе (Тюрингія)
Вайсензе (нім. Weißensee) — місто в Німеччині, розташоване в землі Тюрингія. Входить до складу району Земмерда.
Площа — 46,55 км2. Населення становить 3633 ос. (станом на 31 грудня 2021).